# Tongnan
Tongnan (en chino simplificado, 潼南区; pinyin, Tóngnán qū) es un distrito urbano bajo la administración del municipio de Chongqing, en el centro de la República Popular China. Se ubica en las riberas del río Yangtsé y al sur de la cuenca de Sichuan. Su área es de 1584 km² y su población total para 2006 era cercana al millón de habitantes.

## Administración
El distrito de Tongnan se divide en 22 pueblos que se administran en 2 subdistritos y 20 poblados.